# آرمنیا (کشتی بیمارستانی شوروی)
| 
آرمنیا (روسی: теплоход «Армения») یک کشتی ترابری که توسط اتحاد شوروی به کاربرده می‌شد. در دوران جنگ جهانی دوم سربازان مجروح و ادوات نظامی را در دریای سیاه جابجا می‌کرد. آرمنیا در ۷ نوامبر ۱۹۴۱ توسط هواگردهای آلمانی غرق شد.